# VI Puchar Gordona Bennetta (balonowy)
VI Puchar Gordona Bennetta – zawody balonów wolnych o Puchar Gordona Bennetta zorganizowane w 1911 w Kansas City. Zawody rozpoczęły się 5 października.

## Historia
W 1911 roku wybrano na miejsce przeprowadzenia zawodów Kansas City ze względu na jego bardziej centralne położenie. W zawodach wzięło udział tylko 6 balonów o pojemności 2200 m³ ze Stanów Zjednoczonych, Niemiec i Francji. Start oglądało 25 000 widzów.

### Eliminacje krajowe
W Stanach Zjednoczonych 10 lipca zostały zorganizowane eliminacje krajowe. Wyścig odbył się w Kansas City i wzięło w nim udział 7 pilotów. Byli to: H. E. Honeywell, Frank. P. Lahm, William F. Assman, John W. Berry, Clifford B. Harmen, J. H. Wade jr., Frank M. Jacobs. Wyścig wygrał Lahm, drugi był Berry, a trzeci Assman. Honeywell niestety nie zakwalifikował się kończąc wyścig na ostatnim miejscu. 

## Uczestnicy
| Zajęte miejsce | Balon              | Załoga pilot pomocnik pilota    | Kraj                 | Czas lotu [h] | Odległość [w km] | Państwo Miejsce lądowania |
| -------------- | ------------------ | ------------------------------- | -------------------- | ------------- | ---------------- | ------------------------- |
| 1.             | Berlin II          | Hans Gericke, Otto Duncker      | Cesarstwo Niemieckie | 12:28         | 757,84           | USA Holcombe              |
| 2.             | Buckeye            | Frank P. Lahm J. H. Wade        | Stany Zjednoczone    | 8:52          | 656,47           | USA La Crosse             |
| 3.             | Berlin I           | Leopold Vogt M. Schoeller       | Cesarstwo Niemieckie | 16:20         | 563,15           | USA Austin                |
| 4.             | Condor III         | Émile Dubonnet Pierre Dupont    | Francja              | 29:12         | 471,44           | USA Mingo                 |
| 5.             | Million Population | John Berry Paul McCullough      | Stany Zjednoczone    | 23:00         | 442,48           | USA Mason City            |
| 6.             | America II         | William F. Assman J. C. Hulburt | Stany Zjednoczone    | 5:50          | 321,80           | USA Emmestburg            |

## Przebieg zawodów
Wystartowało 9 balonów ponieważ oprócz zawodników poleciały 3 balony poza konkursem, w zawodach o puchar Lahma dla amerykańskiego pilota, który pokona rekord z 1910 roku. Wśród nich znalazł się  H. E. Honeywell i John Watts na balonie Kansas City, Frank M. Jacobs i W. W. Webb na balonie Topeka II i Pensylwania II z Arthurem T. Atherholem i E. R. Hunnywellem.

## Nagrody
Za pierwsze miejsce przewidziano nagrodę w wysokości 1500, za drugie 1000, a za trzecie 500 dolarów.     